# كراتيكا سنغار
كارتيكا سنغار هي ممثلة تلفزيونية هندية. أول ظهور لها كان في مسلسل Kasautii Zindagii Kay عام 2007 حيث لعبت دور بريرنا (بي 2). ومن أشهر أدوارها الملكة لاكشمي بأي في مسلسل ملكة جانسي وآرتي في مسلسل فرصة ثانية وتم عرض كلاهما على قناة زي تي في.

## النشأة
ولدت كارتيكا في كانبور الواقعة في ولاية أوتار براديش في الهند. درست في المدرسة الميثودية الثانوية في كانبور ثم انتقلت إلى دلهي وتخرجت من جامعة أميتي. بعد ذلك انتقلت إلى مومباي وعملت هناك مع وكالة إعلانية وأيضاً عملت في قناة الأطفال Hungama TV قبل دخولها إلى عالم التمثيل.

## المهنة
بدأت كارتيكا مهنتها في التمثيل بدور صغير في المسلسل الطويل Kyunki Saas Bhi Kabhi Bahu Thi. ثم ظهرت في مسلسل Kasautii Zindagii Kay حيث لعبت دور الفتاة المرحة بريرنا أو (بي 2). ولعبت دور ناينا في مسلسل Kya Dill Mein Hai كما ظهرت في حلقة واحدة من مسلسل الرعب والإثارة Aahat. شاركت كراتيكا كمتنافسة في برنامج الواقع Lux Kaun Jeetega Bollywood ka Ticket كما أدت في برنامج الواقع الكوميدي والموسيقي Bura Na Mano Holi Hai الذي استمر طيلة أسبوع كامل. وظهرت في حلقة واحدة من مسلسل Kis Desh Mein Hai Meraa Dil بدور سيمران.
نجاح كراتيكا الأكبر كان دورها في مسلسل ملكة جانسي حيث أبدعت في أداء دور الملكة لاكشمي بأي ونالت جوائز عديدة عن هذا الدور. بعد ذلك لعبت دور آرتي في مسلسل فرصة ثانية، كما ظهرت في مشاهد قصيرة من الجزء الثاني منه Punar Vivah - Ek Nayi Umeed.

## قائمة الأعمال
| السنة       | العنوان                              | الدور             | الشبكة       | ملاحظات أخرى                                                                             |              |
| ----------- | ------------------------------------ | ----------------- | ------------ | ---------------------------------------------------------------------------------------- | ------------ |
| 2007 - 2008 | Kyunki Saas Bhi Kabhi Bahu Thi       | سانشي / سوغاندي   | ستار بلاس    | 2007: ظهور مقتضب، تم استبدالها بـ أنيتا ريدي. 2008: دخلت من جديد بشخصية جديدة "سوغاندي". |              |
| 2007 - 2008 | Kasautii Zindagii Kay                | بريرنا (بي 2)     | ستار بلاس    |                                                                                          |              |
| 2008        | Kya Dill Mein Hai                    | ناينا             | 9X           |                                                                                          |              |
| 2008        | Bura Na Mano Holi Hai                | نفسها             | تلفزيون سوني | ظهور خاص                                                                                 |              |
| 2008        | Lux Kaun Jeetega Bollywood ka Ticket | نفسها             | 9X           | متنافسة                                                                                  |              |
| 2009        | Kis Desh Mein Hai Meraa Dil          | سيمران            | ستار بلاس    | ظهور مقتضب                                                                               |              |
| 2010        | Aahat                                | تشيترا            | تلفزيون سوني | دور البطولة في حلقة واحدة                                                                |              |
| 2010 - 2011 | ملكة جانسي                           | الملكة لاكشمي بأي | زي تي في     |                                                                                          |              |
| 2012 - 2013 | فرصة ثانية                           | آرتي ياش سنديا    | زي تي في     |                                                                                          |              |
| 2012        | Qubool Hai                           | آرتي ياش سنديا    | زي تي في     | ظهور خاص للترويج لمسلسل فرصة ثانية                                                       |              |
| 2014        | Ek Veer Ki Ardaas...Veera            |                   | ستار بلاس    | ظهور مقتضب                                                                               |              |
| 2014        | Devon Ke Dev...Mahadev               | ماناسا            | لايف أوكي    |                                                                                          | مسلسل القسم- |
| 2016-2017   | kasam tere pyar ki                   | تانو- تانوجا      | color tv     |                                                                                          |              |

| السنة | العنوان             | الدور  | ملاحظات أخرى |
| ----- | ------------------- | ------ | ------------ |
| 2014  | My Father Godfather | جانافي |              |

## روابط خارجية
- كراتيكا سنغار على موقع IMDb (الإنجليزية)